# سندرم الرقاد
سندرم الرقاد (انگلیسی: Al-Raqad syndrome) یک اختلال ژنتیکی مادرزادی از نوعِ اتوزومال مغلوب است.

## مشخصات بیماری
سندرم الرقاد دارای علائم زیر است:
- میکروسفالی
- تأخیر در رشد
- تأخیر در تکامل حرکتی-روانی
- هیپوتونی مادرزادی

## علت بیماری
علت این بیماری جهش در ژنِ DCPS است.